# 후지와라 케이지
후지와라 케이지(藤原 啓治, 1964년 10월 5일 ~ 2020년 4월 12일)는 일본의 남자 성우다. 

## 출연작

### TV 애니메이션
1990년
- RPG 전설 해포이 (바론 캐슬)

1991년
- 삼국지 (장비 익덕)

1992년
- 크레용 신짱 (노하라 히로시)

1993년
- 기동전사 V건담 (스트라이커 이글)

1994년
- 메탈파이터 미쿠 (시바노 나오야)

1995년
- 리리카 SOS (모리야 카즈히토)
- 보노보노 (너부리 (아라이구마))

1996년
- B'tX (론)

1997년
- 하이퍼 폴리스 (타치바나 마코토)

1998년
- 이니셜D (쇼지 신고)
- 슈퍼돌 리카쨩 (카야마 피에르)

1999년
- 쥬베이짱 러브리 안대의 비밀 (나노하나 사이)

2000년
- 더 파이팅(키무라 타츠야)
- 조이드(어바인)
- 여신 후보생(아즈마 히지카타)

2001년
- 갤럭시 앤젤 (월콧 O. 휴이)
- 그래플러 바키 (오롯치 카츠미)
- 조이드 신세기 제로 (잭 시스코)
- 코코로 도서관 (퍼니 토터스)
- 카스민 (모자 남자)
- 히카루의 바둑 (오가타 세이지 (오진혁))

2002년
- 트랜스포머 아르마다 (스케빈저)
- 히트 가이 제이 (켄 에지문드)
- 십이국기 (사쿠 교소우)
- 포켓몬스터 AG (아쿠아단)

2003년
- 강철의 연금술사 (매스 휴즈)
- 카레이도 스타 (카로스)
- 길가메쉬 (카자마츠리 하야토)
- 우주의 스텔비아 (시로가네 진라이)

2004년
- 개구리 중사 케로로 (나레이션, 폴 모리야마 등)
- 쥬베이짱 2 시베리아 야규의 역습 (나노히나 사이)
- 현란무답제 더 마즈 데이브레이크 (큐베르네스)

2005년
- 교향시편 에우레카 세븐 (노바크 홀랜드)
- 트리니티 블러드 (이자크 페르난도 폰 캠퍼)
- 허니와 클로버 1기 (하나모토 슈지)
- 작안의 샤나 (사카이 칸타로)
- 록맨 에그제 비스트 (명인)
- BLOOD+ (네이던)
- IGPX -Immortal Grand Prix- (야머)
- 노에인 ~또 하나의 너에게~ (코오리야마 쿄지)
- 블랙캣 (스벤 볼피드)

2006년
- 데스노트 (아이자와 슈이치)
- 가시마시 (소라 히토시)
- 은혼(핫토리 젠조)
- 허니와 클로버 2기 (하나모토 슈지)
- 수왕성 (헤임달 대령)
- 009-1 (에그)
- 사상최강의 제자 켄이치 (로키)
- 천보이문 아야카시 아야시 (류도 유키아츠)
- 마지널 프린스 ~월계수의 왕자들~ (아이비)

2007년
- sola (츠지도 타케시)
- 기동전사 건담00 (아리 알 사셰스)
- BACCANO! (래드 루소)
- 작안의 샤나 2기 (사카이 칸타로)
- 슈팅 바쿠간 (드래고)
- 건강 전라계 수영부 우미쇼 (아무로의 아버지)
- 스카이 걸스 (토고 소야)
- 노다메 칸타빌레 (사쿠마 마나부)
- 로미오 X 줄리엣 (란슬롯)
- REIDEEN (테라사키 소지)
- 수장기공 단쿠가 노바 (타나카 사령관)

2008년
- 네가 주인이고 집사가 나 (우에스기 이와오)
- 데드 프린세스 (타카미 케이세이)
- 달려라! 도라라 (딴죽이)
- 북두의 권 라오우 외전 : 하늘의 패왕 (쥬더)
- 쿠로즈카 (카루타)
- 햣코 (아마가사 쿄이치로)
- 서양골동양과자점 ~안티크~ (타치바나 케이이치로)
- 철완 버디 DECODE (무로토 케이스케)
- RD 잠뇌조사실 (쿠시마 에이이치로)
- 트루 티어즈 (신이치로의 아버지)
- 울트라 바이올렛 Code044 (724)

2009년
- 강철의 연금술사 BROTHERHOOD (매스 휴즈)
- 미라클 트레인 (기관사)
- 야수 조율사 에린 (누크)
- 구인 사가 (바렐리우스)
- 더 파이팅 New Challenger (키무라 타츠야)

2010년
- 수호천사 히마리 (카부라기 휴고)
- 아이언맨 (토니 스타크/아이언맨)
- 아라카와 언더 더 브릿지 (촌장)
- 아라카와 언더 더 브릿지×2 (촌장)
- 오오카미카쿠시 (쿠즈미 마사아키)
- 축복의 캄파넬라 (닉 라쟛크)
- 듀라라라 (쿠즈하라 킨노스케, 나레이터)
- 좀더 투러브루 -트러블- (유우키 사이바이)
- 다다미 넉 장 반 세계일주 (히구치 세이타로)
- 어떤 마술의 금서목록 2 (키하라 아마타)
- 슈팅 바쿠간 2기 (드라고 (노바 드라고노이드))
- 레인보우 2사 6방의 7인 (노모토 류지 (바레모토))

2011년
- 꿈을 먹는 메리 (타치바나 아저씨)
- 청의 엑소시스트 (후지모토 시로)
- 은혼' (핫토리 젠조)
- 누라리횬의 손자 천년마경 (누라 리한)
- 헌터X헌터 리메이크 (레오리오)
- Blood-C (키사라기 타다요시)
- 파이 브레인 신의 퍼즐 (카이도 바론)
- 방랑소년 (시이나)

2012년
- 요르문간드 (도미니크)
- 죠죠의 기묘한 모험 2부 전투조류 (에시디시)
- 맹렬 우주해적 (햐쿠메)
- 아쿠에리온 EVOL (후도 젠)

2013년
- 진격의 거인 (한네스)

2014년
- 텐카이 나이트 (화이트)
- 명탐정 코난 (다테 와타루)
- PSYCHO-PASS 사이코파스 (도가네 사쿠야)
- 메카쿠시티 액터즈 (타테야마 켄지로)

### 극장판 애니메이션
2000년
- 뱀파이어 헌터 D 2000 (벤게)

2001년
- 사쿠라 대전 활동사진 (타누마 하루요시)

2004년
- 신암행어사 (문수)

2010년
- 우주쇼에 어서 오세요 (포치 릭맨)

2015년
- 감바의 대모험 (이카사마)

2016년
- 짱구는 못말려 극장판: 폭풍수면! 꿈꾸는 세계 대돌격 (노하라 히로시)

### OVA
1993년
- 콕핏 (랜버드 중위)

1996년
- 기동전사 건담 제 08MS 소대 (엘레도어 마시스)

1997년
- 팔운성 (키타노 선배)

2000년
- 이니셜D 엑스트라 스테이지 (쇼지 신고)

2003년
- SPACE PIRATE CAPTAIN HERLOCK (힐츠 교수)

2005년
- 파이널 판타지 VII 어드벤트 칠드런 (레노)
- 까마귀-KARAS- (누에)

2006년
- BALDR FORCE EXE RESOLUTION (쿠원)
- 스카이 걸스 OVA (토고 소야)

2009년
- 토리코 OVA (토무)

2012년
- 누라리횬의 손자 OVA (누라 리한)

### 특촬물
2012년
- 특명전대 고버스터즈 (치다 닛쿠)

### 게임
- R.O.H.A.N (휴먼 남성, 엘프 남성)
- 강철의 연금술사 드림 카니발 (매스 휴즈)
- 데카론 (비셔스 서머너)

1996년
- 동급생2 FX·SS·PS판 (텐도 신칸센)

1998년
- 소년탐정 김전일 성현도 슬픔의 복수귀 (이츠키 요스케)
- 리얼 바우트 아랑전설 스페셜 DOMINATED MIND (화이트)
- 스타오션 세컨드 스토리 PS판 (가브리엘)

2001년
- 그로우 랜서II (맥시밀리언 슈나이더, 패트릭 레이트)
- 록맨 X6 (게이트)
- 크레용 신짱(짱구는 못말려) 나와 무겁게 만들기! (노하라 히로시)

2003년
- 이니셜D Special Stage (쇼지 신고)
- 스타오션3 Till the End of Time (루시퍼, 가브리에 세레스타)
- 서몬 나이트3 (큐마)

2004년
- 삐리리 불어봐! 재규어 내일의 점프 (재거 쥰이치)
- 환상수호전IV (브랜드)
- 강철의 연금술사2 ~붉은 엘릭실의 악마~ (매스 휴즈)
- 케로로 중사 메로메로 배틀로얄 (나레이션, 폴 모리야마)
- 킹덤하츠 체인 오브 메모리즈 (액셀)
- METAL GEAR SOLID 3 SNAKE EATER (시긴트)
- 슈퍼 로봇 대전GC (에레드아 마시스)

2005년
- 라지어터 스토리즈 (타나토스, 가브리엘 세레스타)
- 로맨싱 사가 민스트럴 송 (다크)
- 사루겟츄3 (Dr.토모우키)
- 카우보이 비밥 추억의 야곡 (스티브 체이스)
- 프린세스 콘체르트 (반하임)
- Rhapsodia (브랜드, 이스카스)
- 에우레카 세븐 TR1:NEW WAVE (호랜드 노바크)
- 케로로 중사 메로메로 배틀로얄Z (나레이션, 폴 모리야마)
- 전신(이쿠사가미) (아시카가 요시테루)
- 야도희참귀행 (루갈) : 濱俊作 명의
- 킹덤하츠II (액셀)

2006년
- 영웅전설 VI 천공의 궤적 SC (나이알)
- 신 귀무자 DAWN OF DREAMS (야규 무네노리)
- 이니셜D Street Stage (쇼지 신고)
- 환상수호전V (페리드, 키리, 콜네리오, 베겐, 브랜드의 인형)
- 신업－KAMIWAZA－ (아이노스케)
- JEANNE D'ARC (리샬)
- 크레용 신짱(짱구는 못말려) 최강 가족 카스카베 킹~ (노하라 히로시)
- METAL GEAR SOLID PORTABLE OPS (시긴트)

2007년
- 루미너스 아크 (레온)
- 이니셜D ARCADE STAGE4 (쇼지 신고)
- 킹덤하츠 Re:체인 오브 메모리즈 (액셀)
- 네가 주인이고 집사가 나 (우에스기 이와오) : 코타 아키라 (子太明) 명의
- 드래곤 퀘스트 소드 가면의 여왕과 거울의 탑 (폴그, 한탄의 괴물)
- Another Century's Episode 3 THE FINAL (호랜드 노바크, 카시말 바레)
- 크라이시스 코어 파이널 판타지VII (레노)
- 전국 BASARA2영웅 외전 (마츠나가 히사히데)
- 크레용 신짱 폭풍을 부르는 크레용 칠하기 대작전!(노하라 히로시)

2008년
- 스타오션2 Second Evolution (보먼 진)
- 네가 주인이고 집사가 나~시중들기 일기~ (우에스기 이와오, 미하엘 플루셴코)
- 여름하늘 저편(아시카가 사다미치) : 코타 아키라 (子太明) 명의
- METAL GEAR SOLID 4 GUNS OF THE PATRIOTS (드레빈)
- 크레용 신짱 폭풍을 부르는 시네마랜드(노하라 히로시)

2013년
- 죠죠의 기묘한 모험 올스타 배틀 (에시디시)

#### 온라인 게임
- 마비노기 영웅전(마렉)

### 인터넷
2008년
- 망념의 잠드 (츠노마타 라이교)
- 초코초코 대작전 (론 무어)